# Ліза Джеррард
Лі́за Джерра́рд (англ. Lisa Germaine Gerrard; нар. 12 квітня 1961, Мельбурн, Австралія) — австралійська музикантка, вокалістка і композиторка. Здобула міжнародне визнання в складі музичного колективу «Dead Can Dance», у співпраці з ірландським музикантом Бренданом Пері. Вокал співачки важко віднести до будь-якого класичного типу, але він найбільше схожий на контральто.